# Alf McMichael
Pour les articles homonymes, voir McMichael.
Alfred McMichael, plus connu sous le nom d'Alf McMichael, né le 1er octobre 1927 à Belfast en Irlande du Nord et mort le 7 janvier 2006, est un footballeur international nord-irlandais qui évoluait au poste de défenseur.

## Biographie

### Carrière en club
Avec le club de Linfield, il remporte deux championnats d'Irlande du Nord et trois coupes d'Irlande du Nord.
Avec l'équipe de Newcastle United, il gagne trois Coupes d'Angleterre.

### Carrière en sélection
Avec l'équipe d'Irlande du Nord, il joue 40 matchs (pour aucun but inscrit) entre 1949 et 1960. 
Il joue son premier match en équipe nationale le 1er octobre 1949 contre l'équipe d'Écosse et son dernier le 6 avril 1960 contre le Pays de Galles. Il porte à quatre reprises le brassard de capitaine.
Il figure dans le groupe des sélectionnés lors de la Coupe du monde de 1958. Lors du mondial organisé en Suède, il est titulaire indiscutable et joue cinq matchs, dont notamment la rencontre des quarts de finale perdue face à l'équipe de France.

## Palmarès
| Linfield - Championnat d'Irlande du Nord (2) : - Champion : 1948-49 et 1949-50. - Coupe d'Irlande du Nord (3) : - Vainqueur : 1945-46, 1947-48 et 1949-50. |  | Newcastle United - Coupe d'Angleterre (3) : - Vainqueur : 1950-51, 1951-52 et 1954-55. - Community Shield : - Finaliste : 1951, 1952 et 1955. |